# Елмор (Міннесота)
Елмор (англ. Elmore) — місто (англ. city) в США, в окрузі Феріболт штату Міннесота. Населення — 549 осіб (2020).

## Географія
Елмор розташований за координатами 43°30′25″ пн. ш. 94°5′20″ зх. д. / 43.50694° пн. ш. 94.08889° зх. д. (43.506872, -94.088802).  За даними Бюро перепису населення США в 2010 році місто мало площу 2,37 км², уся площа — суходіл.

## Демографія
Згідно з переписом 2010 року, у місті мешкали 663 особи в 266 домогосподарствах у складі 158 родин. Густота населення становила 280 осіб/км².  Було 320 помешкань (135/км²).
Расовий склад населення:
| - 92,2 % — білих - 2,7 % — чорних або афроамериканців - 1,7 % — корінних американців - 0,2 % — азіатів - 1,7 % — осіб інших рас |

До двох чи більше рас належало 1,7 %. Частка іспаномовних становила 13,1 % від усіх жителів.
За віковим діапазоном населення розподілялося таким чином: 29,3 % — особи молодші 18 років, 52,3 % — особи у віці 18—64 років, 18,4 % — особи у віці 65 років та старші. Медіана віку мешканця становила 38,6 року. На 100 осіб жіночої статі у місті припадало 97,9 чоловіків;  на 100 жінок у віці від 18 років та старших — 96,2 чоловіків також старших 18 років.
Середній дохід на одне домашнє господарство  становив 40 894 долари США (медіана — 34 205), а середній дохід на одну сім'ю — 48 531 долар (медіана — 45 114). Медіана доходів становила 34 792 долари для чоловіків та 22 813 долари для жінок. За межею бідності перебувало 18,5 % осіб, у тому числі 32,9 % дітей у віці до 18 років та 11,2 % осіб у віці 65 років та старших.
Цивільне працевлаштоване населення становило 270 осіб. Основні галузі зайнятості: виробництво — 30,0 %, освіта, охорона здоров'я та соціальна допомога — 20,7 %, роздрібна торгівля — 14,8 %.